# On ne vit que deux fois (roman)
Pour les articles homonymes, voir On ne vit que deux fois.
On ne vit que deux fois (You Only Live Twice) est un roman d'espionnage de l'écrivain britannique Ian Fleming paru pour la première fois au Royaume-Uni en 1964. C'est le douzième titre consacré aux aventures de James Bond.

## Historique
On ne vit que deux fois est le dernier roman à paraître du vivant de l'auteur. Mort en août 1964, Ian Fleming laisse inachevé son treizième roman, L'Homme au pistolet d'or.
On ne vit que deux fois est aussi le dernier titre de la trilogie Blofeld après Opération Tonnerre et Au service secret de sa majesté.

## Résumé
James Bond n'est plus que l'ombre de lui-même. La perte brutale de Teresa, assassinée quelques heures après leur mariage, l'a détruit intérieurement (voir Au service secret de Sa Majesté). M songe à le radier du MI6 mais sir James Molony, un neurologue renommé, conseille de lui laisser une dernière chance. Il pense en effet qu'une mission impossible à accomplir pourrait ressusciter l'agent hors pair qu'était Bond. M se laisse convaincre et le transfère à la section diplomatique, sous le matricule 7777.

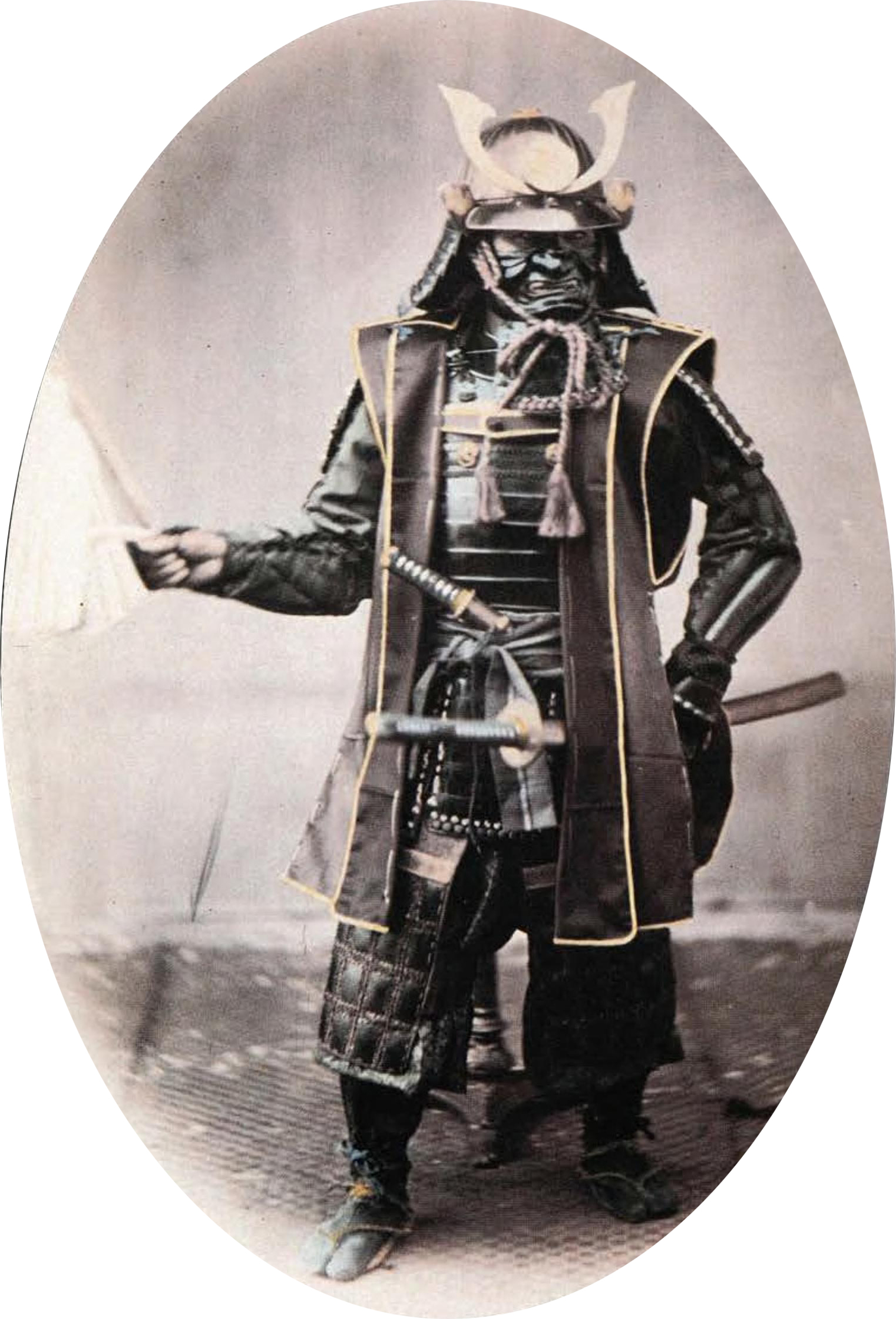
Une armure de samouraï qui protégerait Blofeld contre ses plantes vénéneuses.

Sa nouvelle mission consiste à convaincre le chef des services secrets japonais, Tigre Tanaka, de livrer à l'Angleterre une machine à déchiffrer les codes russes : la Magic 44. Après avoir jaugé Bond, le Japonais accède à la requête des Britanniques. Mais en échange, Bond doit s'infiltrer dans un château près de Fukuoka et y éliminer les propriétaires, un couple de botanistes suisses. Ceux-ci ont créé, avec la complicité d'anciens membres de la société du Dragon noir, un jardin rempli de plantes vénéneuses : en raison de leur supposée attirance culturelle pour le suicide, un nombre croissant de Japonais y pénètrent pour y trouver une mort certaine.
Pour mener à bien sa mission, Bond est initié a quelques techniques des ninjas. Tanaka lui inculque aussi les subtilités des us et coutumes japonais et lui procure une fausse identité. Habilement maquillé, Bond est désormais Taro Todoroki, un Japonais sourd-muet. À Fukuoka, Tanaka et Bond rencontrent le chef de la police qui leur présente des photos aériennes du château ainsi qu'un cliché du couple de botanistes. Avec stupeur, Bond découvre qu'il s'agit en réalité d'Ernst Stavro Blofeld, l'ancien chef du SPECTRE, et de sa complice Irma Bunt, la femme qui a tué son épouse.
Bond part ensuite pour un village de pêcheurs situé non loin du château. Il est accueilli dans la famille de Kissy Suzuki, une ancienne actrice d'Hollywood redevenue ama. Avec son aide, il s'approche du château par la mer, escalade la falaise, et pénètre dans les jardins. Mais il se fait capturer et est torturé par les gardes et le présente au couple qui le démasque. Blofeld tente alors de le tuer avec un katana. In extremis, Bond parvient à saisir un bâton, assomme Irma Bunt et désarme Blofeld avant de l'étrangler. Après avoir piégé les lieux, il s'envole à l'aide d'un gros ballon gonflé a l’hélium. C'est alors qu'il est touché à la tête par des débris projetés par l'explosion du château.
Tombé à la mer, Bond est repêché par Kissy Suzuki qui soigne sa blessure. Bien que non mortelle, celle-ci le laisse amnésique et Suzuki, amoureuse de lui, décide de ne rien lui dire de sa véritable identité. Entre-temps, comme il est officiellement porté disparu, M écrit sa nécrologie dans le Times. Bond reste donc aux côtés de Suzuki, vivant comme un humble pêcheur. Jusqu'au jour où, lisant le mot « Vladivostok » sur une coupure de journal, il ressent un profond trouble. Le mot lui semble inexplicablement lié à son passé et il décide de savoir pourquoi. À regret et enceinte de lui sans qu'il le sache, Suzuki consent alors à le laisser partir pour la Russie... La suite de cette aventure sera expliquée dans le roman suivant : L'Homme au pistolet d'or.

## Personnages principaux
- James Bond
- Tigre Tanaka
- Kissy Suzuki
- Dr. Guntram Shatterhand - Riche botaniste Suisse. Il vit dans un château médiéval au Sud du Japon, où il cultive ses plantes rares et mortelles. Il s'agit en réalité d'Ernst Stavro Blofeld.
- Dikko Henderson
- M
- Irma Bunt

## Explication du titre du roman
On trouve à la première page du livre un épigraphe, sous forme de haïku, d'où vient le titre du roman :
« You only live twice :
Once when you're born
And once when you look death in the face »
 Ce qui est traduit dans la version française par : 
« On ne vit que deux fois :
La première quand on naît
La deuxième quand on est face à la mort »
Ian Fleming a ajouté une mention « After Bashō », pour dire que ce haïku a été rédigé dans le style de ce poète itinérant japonais du XVIIe siècle. Ceci peut prêter à confusion, en effet, bon nombre de personnes pensent donc qu'il a été écrit par Matsuo Bashō. En fait, c'est Ian Fleming lui-même qui l'a créé, pour les besoins de son roman. Dans le roman, James Bond invente ce haïku. Cependant Tanaka lui précise que retranscrire son idée en japonais en respectant les 17 mores conventionnelles serait impossible.

## Adaptation cinématographique

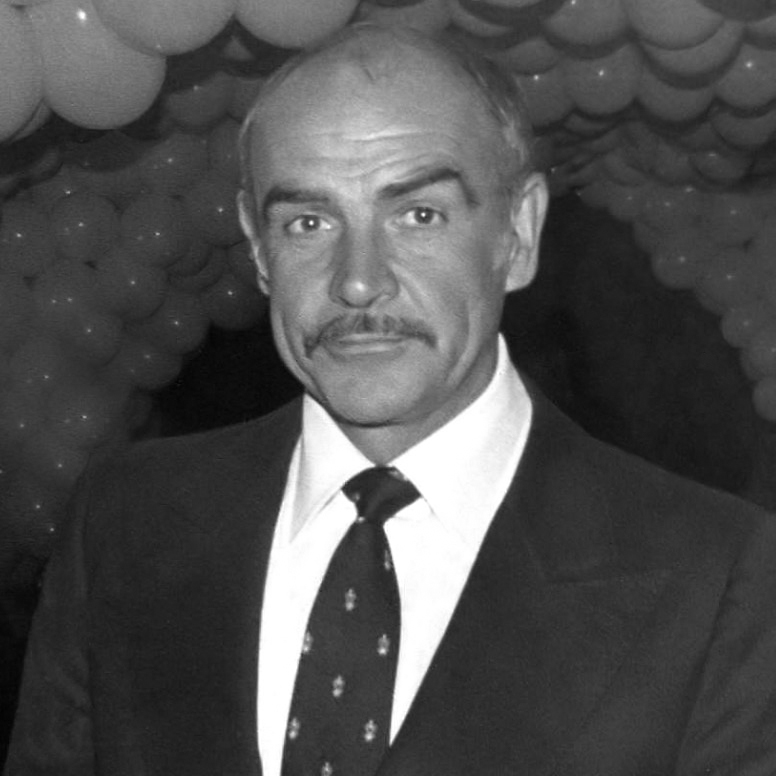
Sean Connery, interprète de James Bond, en 1980.

On ne vit que deux fois a servi de base au film homonyme, sorti en 1967 et réalisé par Lewis Gilbert. C'est le cinquième James Bond au cinéma, avec en acteur principal Sean Connery. Le scénario de ce film fut écrit par Roald Dahl, grand ami de Ian Fleming ; cependant, l'intrigue cinématographique dévie de l'originale littéraire, en dérivant vers un projet du SPECTRE, consistant à détourner des fusées russes et américaines depuis une base cachée dans un volcan.